# Aubin (Pireneje Atlantyckie)
Aubin – miejscowość i gmina we Francji, w regionie Nowa Akwitania, w departamencie Pireneje Atlantyckie.
Według danych na rok 1990 gminę zamieszkiwało 199 osób, a gęstość zaludnienia wynosiła 34 osób/km² (wśród 2290 gmin Akwitanii Aubin plasuje się na 978. miejscu pod względem liczby ludności, natomiast pod względem powierzchni na miejscu 1369.).